# Kinesuchus
Kinesuchus (betekent 'één krokodil') is een geslacht van uitgestorven crocodyliforme peirosauriden van de Bajo de la Carpa-formatie uit het Laat-Krijt van Argentinië.
Preparateur C. Fuentes vond gepaarde onderkaken. De typesoort Kinesuchus overoi werd in 2018 benoemd door Leonardo S. Fillipi vanuit het holotype MAU-Pv-CO-583, een gedeeltelijk stel onderkaken, namelijk de dentaria en surangularia. De geslachtsnaam is afgeleid van het Mapuche kiñe, 'één'. De soortaanduiding verwijst naar de vindplaats van Cerro Overo. Daarin was van vele groepen dieren één nieuwe soort te vinden en zo ook van de crocodyliformen.
Het hele stuk is zo'n twintig centimeter lang.
Er werden drie onderscheidende kenmerken vastgesteld. Het zijn autapomorfieën, unieke afgeleide eigenschappen. De symfyse van de onderkaken toont een verlenging naar achteren tot aan de twaalfde tandkas. De binnenrand van het foramen intermandibulare orale ligt op de beennaad van de symfyse. Het dentarium heeft een opvallende insnoering overdwars ter hoogte van de achtste en negende tandkas.
De takken van de onderkaken lopen van achteren naar voren scherp naar elkaar toe om bij de insnoering weer sterk te verbreden tot een spatelvormig vangorgaan. De veel grotere vierde tanden vormen de zijdelingse hoeken van die spatel. De eerste tanden zijn vrij groot en hellen naar voren. Meer naar achteren is de twaalfde tand veel groter dan de overige tandkronen. In totaal kunnen in ieder dentarium achttien tanden hebben gestaan.